# Жепово (Куявсько-Поморське воєводство)
Жепово (пол. Rzepowo) — село в Польщі, у гміні Крушвиця Іновроцлавського повіту Куявсько-Поморського воєводства.
Населення — 112 осіб (2011).
У 1975-1998 роках село належало до Бидгощського воєводства.

## Демографія
Демографічна структура станом на 31 березня 2011 року:
|          | Загалом | Допрацездатний вік | Працездатний вік | Постпрацездатний вік |
| -------- | ------- | ------------------ | ---------------- | -------------------- |
| Чоловіки | 56      | 15                 | 38               | 3                    |
| Жінки    | 56      | 13                 | 34               | 9                    |
| Разом    | 112     | 28                 | 72               | 12                   |